# 凸関数
凸関数（とつかんすう、英: convex function）は、ある区間で定義された実数値関数 f で、区間内の任意の 2 点 x , y と開区間 (0, 1) 内の任意の t に対して
{\displaystyle f(tx+(1-t)y)\leq tf(x)+(1-t)f(y)\,}

凸関数の例。定義を満たしていることが図から確認できる。

凸関数とはエピグラフが凸集合である関数である。

を満たすものをいう。グラフの膨らむ向きを区別する表現を使うなら、凸関数とは「下に凸な関数」のことである。これはまた、エピグラフ（グラフ上およびグラフの上部の点の集合）が凸集合であるような関数であるともいえる。より一般に、ベクトル空間の凸集合上定義された関数に対しても同様に定義する。
また、狭義凸関数とは、任意の異なる 2 点 x , y と開区間 (0, 1) 内の任意の t に対して
{\displaystyle f(tx+(1-t)y)<tf(x)+(1-t)f(y)\,}
を満たす関数である（従って、下に凸な関数の事である）。
−f が凸関数のとき、f を凹関数（おうかんすう）と呼ぶ。凸関数を「下に凸な関数」、凹関数を「上に凸な関数」と称することもある。

## 定義
X をある実ベクトル空間内の凸集合として、f を f: X → R となる関数とする。
- このとき f が凸であるとは次の条件を満たすことをいう。

{\displaystyle \forall \ x_{1},x_{2}\in X,\ \forall \ t\in [0,1]:\qquad f(tx_{1}+(1-t)x_{2})\leq tf(x_{1})+(1-t)f(x_{2}).}
- また、f が狭義の凸であるとは次の条件を満たすことをいう。

{\displaystyle \forall x_{1}\neq x_{2}\in X,\forall t\in (0,1):\qquad f(tx_{1}+(1-t)x_{2})<tf(x_{1})+(1-t)f(x_{2}).}
- 関数 −f が（狭義の）凸であるとき、f は（狭義の）凹であるという。

## 一般形
イェンセンの不等式 を参照せよ。

## 凸関数の性質
凸開区間 C で定義された凸関数 f は連続で、高々可算個の点を除いて微分可能である。閉区間の場合は、端で連続でない場合がある。
f が連続関数ならば、凸関数であるためには、任意の x, y に対して
{\displaystyle f\left({\frac {x+y}{2}}\right)\leq {\frac {f(x)+f(y)}{2}}}
を満たせば十分である。この条件は、凸関数の定義中の不等式で、特に t = 1/2 の式である。
区間上の 1 変数微分可能な関数が凸関数であるための必要十分条件は、微分が単調非減少であることである。
また 1 変数 2 階微分可能な関数が、凸関数であることの必要十分条件は、2 階微分が非負であることである。また、2 階微分が正ならば、狭義凸関数である。この逆は成立しない。例えば、y = x4 は狭義凸関数であるが、2 階微分は正ではない。
より一般的に、C2 級関数が凸関数であるための必要十分条件は、凸集合の内部で、ヘッセ行列が半正値であることである。
f, g が凸関数であるとき、非負の a , b について af + bg は凸関数である。同様に、max{f , g} も凸関数である。
凸関数の極小値は最小値である。狭義凸関数は最小値を取る点が存在するなら 1 点である。
f が凸関数のとき、レベル集合 {x | f (x ) < a } と {x | f (x ) ≤ a } は、任意の a ∈ R について凸集合である。

## 対数凸関数
定義域において正値であり、その対数が凸である関数を対数凸関数という。対数凸関数は凸関数であることが重みつきの算術平均と幾何平均の定理から従う。対数凹関数も同様にして定義される。正値の凹関数が対数凹関数であることも同様にして示される。

## 例
- x2 は凸関数であるが、対数凸関数ではない。
- x3 は x > 0 において凸関数であり、x < 0 において凹関数である。
- 指数関数 ex は凸関数であり、狭義ではない対数凸関数である。
- ガンマ関数 Γ(x ) は x > 0 において対数凸関数である。
- 絶対値関数 |x| は x = 0 で微分不可能であるが凸関数である。
- 区間 [0, 1] 上で、f(0) = f (1) = 1, 0 < x < 1 のとき f(x ) = 0 で定義された f は不連続であるが、凸関数である。
- 線形写像は狭義ではない凸関数であり、狭義ではない凹関数でもある。
- 一次関数は凸関数であり、凹関数でもある。逆に関数が凸かつ凹ならば一次関数である[9]。
- ガウス関数 exp(−x2) は対数凹関数であるが、凹関数ではない。

## 原点に対して凸
経済学においては、曲線が原点に向かって弓なりに突き出した形になっていることを原点に対して凸、または原点に向かって凸と呼ぶことがある。